# 두어 (드라마)
두어(중국어 정체자: 鬥魚, 병음: Dòu yú 더우위[*])은 가라 텔레비전에서 2004년 1월 28일부터 2004년 2월 24일까지 방송한 드라마이다.

## 등장 인물
- 궈핀차오
- 안이쉬안
- 루밍쥔
- 장쉰제
- 란정룽
- 셰청쥔
- 다이쥔주
- 아팡